# سکوی فرود شناور بدون سرنشین
سکوی فرود شناور بدون سرنشین (انگلیسی: Autonomous spaceport drone ship)، به اختصار ای‌اس‌دی‌اس (به انگلیسی:ASDS)، یک شناور بدون سرنشین خودکار یا یک سکوی اقیانوس پیمای بوده‌است که از عرشهٔ یک دوبه یا کرجی تشکیل شده‌است. این سکو، مجهز به موتورهای تثبیت کنندهٔ موقعیت و یک سکوی فرود بزرگ است که در هنگام انجام فرایند به‌طور خودکار با استفاده از اطلاعات سامانه موقعیت کنترل می‌شود.
چنین شناورهایی توسط شرکت فضایی اسپیس ایکس سفارش داده شده‌اند تا در صورتی که پرتابگرهای فضایی چندبار مصرف این شرکت، پس از خروج از مدار زمین، سوخت کافی برای برگشتن به محل اولیهٔ پرتاب را نداشتند، از این سکوها استفاده کنند. محل فرود این موشک‌ها در میانهٔ اقیانوس آرام و اقیانوس اطلس است.
اسپیس ایکس دارای سه دوبه یا بارج بدون سرنشین عملیاتی است: (II) JRTI و ASOG که از آن‌ها در اقیانوس اطلس برای پرتاب‌هایی از مرکز فضایی کندی و پایگاه نیروی هوایی کیپ کاناورال استفاده می‌شود؛ همچنین OCISLY، در اقیانوس آرام برای پشتیبانی از مأموریت‌های پایگاه نیروی هوایی وندنبرگ نیز مورد استفاده قرار می‌گیرد.
JRTI از سال ۲۰۱۶ تا ۲۰۱۹ قبل از خروج از بندر لس آنجلس در آگوست ۲۰۱۹ وظیفهٔ پشتیبانی پرتاب‌های انجام گرفته از پایگاه نیروی هوایی وندنبرگ، در اقیانوس آرام را برعهده داشت که تمامی آن مأموریت‌ها موفقیت‌آمیز بودند.
سکوهای فرودِ شناور، که فاز عملی آن‌ها در سال ۲۰۱۴ محقق شد، یکی از اجزای عملیاتی مهم و کلیدی در هدف و برنامهٔ اسپیس اکس و ایلان ماسک هستند که برای کاهش قابل توجهِ هزینهٔ خدمات فضایی از این موشک‌ها استفاده می‌شود. این سکوهای فرود اسپیس اکس که به مدار زمین ثابت پرتاب می‌شوند، در صورت عدم امکان بازگشت به محل پرتاب نیازمند فرود در دریا هستند. نیمی از مأموریت‌های اسپیس ایکس هنگام استفاده از پرتابگرهای چندبار مصرف، در سال ۲۰۱۶ با این روش انجام گرفته‌اند.
بزرگ‌ترین چالش در کنترل عملیات این سکوها، خودِ موشک است. اگر به هر دلیلی موشک نتواند دقت کافی برای نشستن صحیح را داشته باشد می‌بایست به موشک کمک کرد. با توجه به عملکرد موشک، به‌جای اینکه همیشه دریا و صحرا را بدونِ طوفان تصور کنیم، از ابزارهایی مثل استوانهای گیرندهٔ موشک و بازوهایِ رباتِ دقیق و بسیار قوی هم می‌شود موشک را با نقص فنی بازنشانی کرد. حتی یک بازوی دقیق، بهتر از موشکی است که ممکن است در برگشت به جو زمین، دقت کافی برای نشستن را نداشته باشد.